# El beso (Bécquer)
El beso es una de las Leyendas de Gustavo Adolfo Bécquer, ambientada en Toledo. Se publicó en por primera vez en la revista La América el 27 de julio de 1863.

## Relación con otras obras
Esta trágica leyenda está relacionada con la rima LXXVI del mismo autor.
En ella hablan de la llegada de un grupo de soldados franceses a la conquistada Toledo, y que no habían podido encontrar un alojamiento, y fueron a dormir a una vieja y abandonada iglesia.
Al día siguiente, el capitán del grupo, estuvo hablando con otros colegas que se encontraban en Toledo y les comentó que esa noche había estado con una mujer bellísima, y que esa mujer era una estatua de mármol de una tumba. Entonces sus amigos se burlaron de él, por lo que él les invitó esa noche a tomar unas botellas de champán y a que vieran la estatua.
Cuando por la noche llegaron a la vieja iglesia, estuvieron bebiendo y emborrachándose, y el capitán comentó que habían descifrado un poco de las escrituras de la lápida, que esa estatua era la de Doña Elvira, y que la estatua de hombre que había al lado era la de su marido. Él se acercó a la estatua del hombre y le escupió la bebida en la cara, diciéndole que era para que bebiese, y dijo estar enamorado de la mujer, y se quiso acercar para besarla. Cuando ya lo iba a hacer, cayó al suelo, sangrando por los ojos, la boca, la nariz, y la cara completamente destrozada. Algunos de los que había allí dicen que vieron a la estatua del hombre dándole un guantazo con su guante de mármol para que no besase los labios de Doña Elvira.

## Punto de vista
Bécquer se presenta como narrador omnisciente en primera persona: ...el suceso que voy a referir.... Aunque en alguna ocasión aparece tras un plural de modestia:  Pero nuestro héroe..., Según dejamos dicho...
Los sucesos de la primera noche son narrados en primera persona por el propio oficial protagonista de la historia, y el auditorio son los oficiales que le escuchan expectantes.

## Personajes
En Bécquer los personajes no suelen presentar una psicología trabajada, más bien sirven al propósito del tema tratado: los celos, la traición, la venganza, la pasión sin freno, la belleza, la idea obsesiva, la búsqueda de perfección y la transgresión de las leyes divinas o humanas.
- El joven oficial francés
- La estatua que representa a Doña Elvira de Castañeda
- La estatua del esposo (Pedro López de Ayala y Guzmán: I Señor de Fuensalida)
- Como secundarios: Los compañeros del oficial francés.

## Tiempo
Es interno ya que ocurre en la guerra de la Independencia Española contra los franceses en el siglo XIX

## Espacio
La acción se sitúa en Toledo.

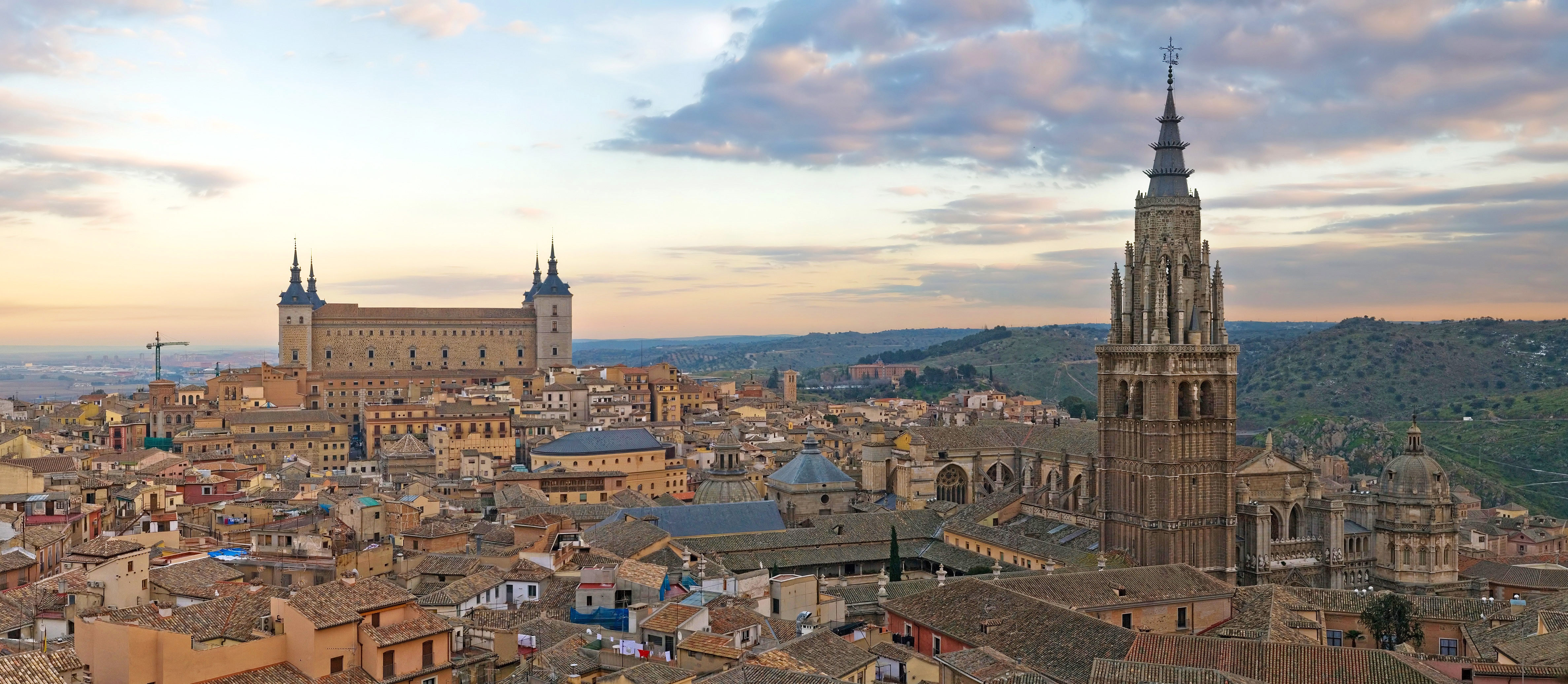
Toledo

Se nombran varios edificios o espacios públicos fácilmente reconocibles en la actualidad como son: El Alcázar de Carlos V (conocido en la actualidad como Alcázar de Toledo), el monasterio de San Juan de los Reyes, la Puerta del Sol o la plaza de Zocodover. Algunos de estos lugares aparecen en otras leyendas de Bécquer como La ajorca de oro o El Cristo de la calavera.
Sin embargo ninguno de estos espacios es protagonista en la historia. El convento donde sucede la acción principal es imaginario, si bien Bécquer lo describe con elementos de estilo gótico-mudéjar.
Bécquer es maestro en la creación de ambientes inquietantes. De entrada, los hechos ocurren durante la noche; esto permite al autor crear una atmósfera fantasmagórica de luces y sombras. El lugar se describe como si hubiese sido arrasado y se hace especial hincapié en la presencia de losas mortuorias con escudos nobiliarios, estatuas de mármol, cortinajes rasgados, hornacinas vacías... Algunos detalles como el revoloteo de las aves que entran por las vidrieras rotas ayudan a sugerir la altura y el espacio gélido y oscuro.